# キンチー
マハ・ティリ・スッドマ キンチー（ビルマ語: ခင်ကြည် , 1912年4月16日 - 1988年12月27日）は、ビルマの政治家で外交官。国の指導者であるアウンサンとの結婚で最もよく知られており、アウンサンスーチーを含む4人の子供がいた。 

## 生涯

### 生い立ち
キンチーは、ミャウンミャで両親のフォー・インとプワスの間に生まれた。キンチー自身はカレン・クリスチャンであると噂されているが、彼女は実際にはビルマ族の仏教徒だった。彼女の家族がカレン族が多く住んでいるイラワジデルタに住んでいたとき、彼女の父親であるフォー・インは若いころにキリスト教に改宗し（バプテスト教会で洗礼を受けた）、母親は熱心な仏教徒だった。
彼女はミャウンミャで10人の兄弟姉妹の8人目として育った。キンチーは、ラングーンにあるアメリカのバプテストミッションが運営するケンメンディンガールズスクール（現在は基礎教育高校第1校キミインダーイン）に通い、その後モールメンの教師養成大学（TTC）で高等教育を受けた。その後、故郷の国立学校の教師になったが、母親の反対を押し切って、当時看護師になる訓練を受けていた二人の姉のあとを追って看護専門職に入学して看護師になった。キンチーはラングーンに引っ越し、ラングーン総合病院の看護見習いになった。

### アウンサンとの出会い
1942年に、ビルマの戦いで受けた怪我から回復中のアウンサンに初めて会ったとき、キンチーはラングーン総合病院で上級看護師を務めていた。2人はその年の9月に結婚した。 

### 政治的経歴
彼女は、1947年から1948年に彼女の夫が勝った選挙区のラングーンのランマドー郡区を代表する、同国初の独立後政府における議会のメンバーを務めていた。1953年、彼女はビルマ初の社会福祉大臣に任命された。 
1953年、次男のアウンサンリンの死後、家族はカンドージー湖近くのタワーレーン（現在はボージョーミュージアムレーン）の家から、ユニバーシティアベニューロードのインヤー湖のほとりにある植民地時代の別荘に引っ越した。彼らの元の家は1962年にボージョーアウンサン博物館に改築された。 
1960年、キンチーはビルマのインド大使に任命され、国の外交使節団長を務めた最初の女性となった。ニューデリーでの在職中、インドの首相ジャワハルラール・ネルーは、エドウィン・ラッチェンスが設計した植民地時代の複合施設で、キンチーとスーチーが アクバル通り24番地に住めるよう特別に手配した。当時「ビルマハウス」と呼ばれていたこの場所は現在、インド国民会議の本部となっている。 

### 病気、死
彼女は深刻な脳卒中を患った後、1988年12月28日、76歳でラングーンで亡くなった。1989年1月2日に行われた彼女の葬式には、この集会を防ぐために介入した軍用トラックの存在にもかかわらず、20万人以上が出席した。彼女はヤンゴンのシュエダゴン・パゴダ・ロードのカンドーミン・ガーデン廟に埋葬されている。 
2012年には、彼女の娘であるアウンサンスーチーがドーキンチー財団を設立した。これは彼女の名誉を称えて名付けられた。ミャンマーの人々の教育、健康、福祉の改善に取り組んでいる。 

## 家族

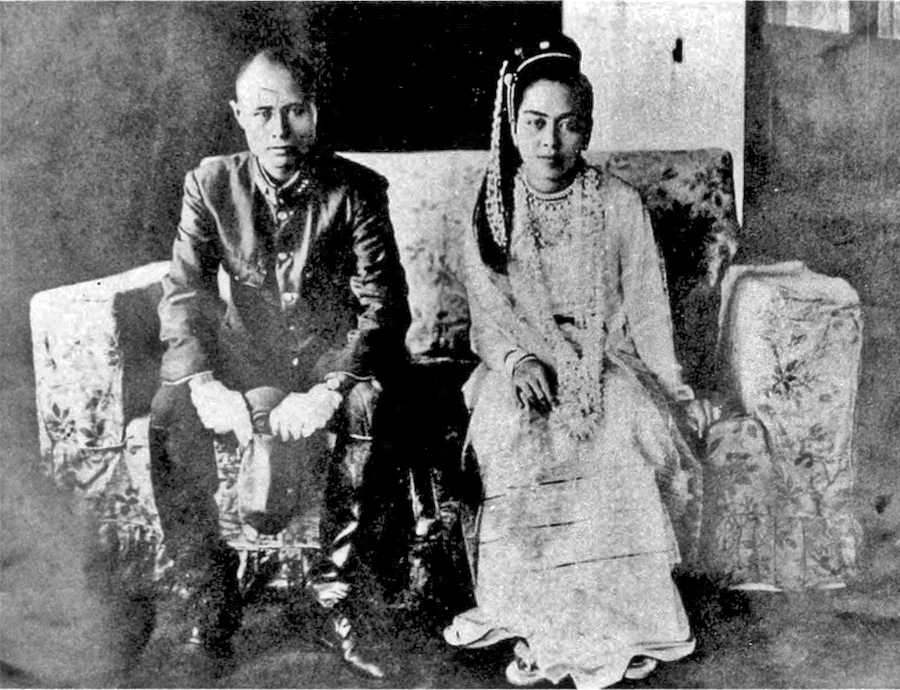
アウンサンとキンチーの結婚式

彼女は1942年9月7日にアウンサンと結婚した。この2人には2人の息子：アウンサンウーとアウンサンリン（8歳で溺死）と2人の娘：アウンサンスーチーとアウンサンチット（出産後に死亡）がいる。  